# Aoxomoxoa
Aoxomoxoa es el tercer álbum de estudio de la banda estadounidense Grateful Dead. Originalmente se tituló Earthquake Country. Es el primer álbum con Tom Constanten como miembro oficial del grupo. Fue certificado como disco de oro por la RIAA en 1997.

## Lista de canciones
Todas las canciones fueron escritas por Jerry Garcia y Robert Hunter, excepto donde se indica.

| Lado Uno |                                                                                 |          |  |
| N.º      | Título                                                                          | Duración |  |
| 1.       | «St. Stephen» (Jerry Garcia, Phil Lesh, Robert Hunter)                          | 4:26     |  |
| 2.       | «Dupree's Diamond Blues»                                                        | 3:32     |  |
| 3.       | «Rosemary»                                                                      | 1:58     |  |
| 4.       | «Doin' That Rag»                                                                | 4:41     |  |
| 5.       | «Mountains of the Moon»                                                         | 4:02     |  |
| 6.       | «China Cat Sunflower»                                                           | 3:40     |  |
| 7.       | «What's Become of the Baby»                                                     | 8:12     |  |
| 8.       | «Cosmic Charlie»                                                                | 5:29     |  |
| 9.       | «Clementine Jam (live)» (Garcia, Hart, Kreutzmann, Lesh, McKernan, Weir)        | 10:46    |  |
| 10.      | «Nobody's Spoonful Jam (live)» (Garcia, Hart, Kreutzmann, Lesh, McKernan, Weir) | 10:04    |  |
| 11.      | «The Eleven Jam (live)» (Garcia, Hart, Kreutzmann, Lesh, McKernan, Weir)        | 15:00    |  |
| 12.      | «Cosmic Charlie» (Live)                                                         | 6:47     |  |

## Personal
- Tom Constanten – teclado
- Jerry Garcia – guitarra, voz
- Mickey Hart – batería
- Bill Kreutzmann – dbatería
- Phil Lesh – bajo, voz
- Ron "Pigpen" McKernan – teclados
- Bob Weir – guitarra, voz